# Académie philharmonique romaine

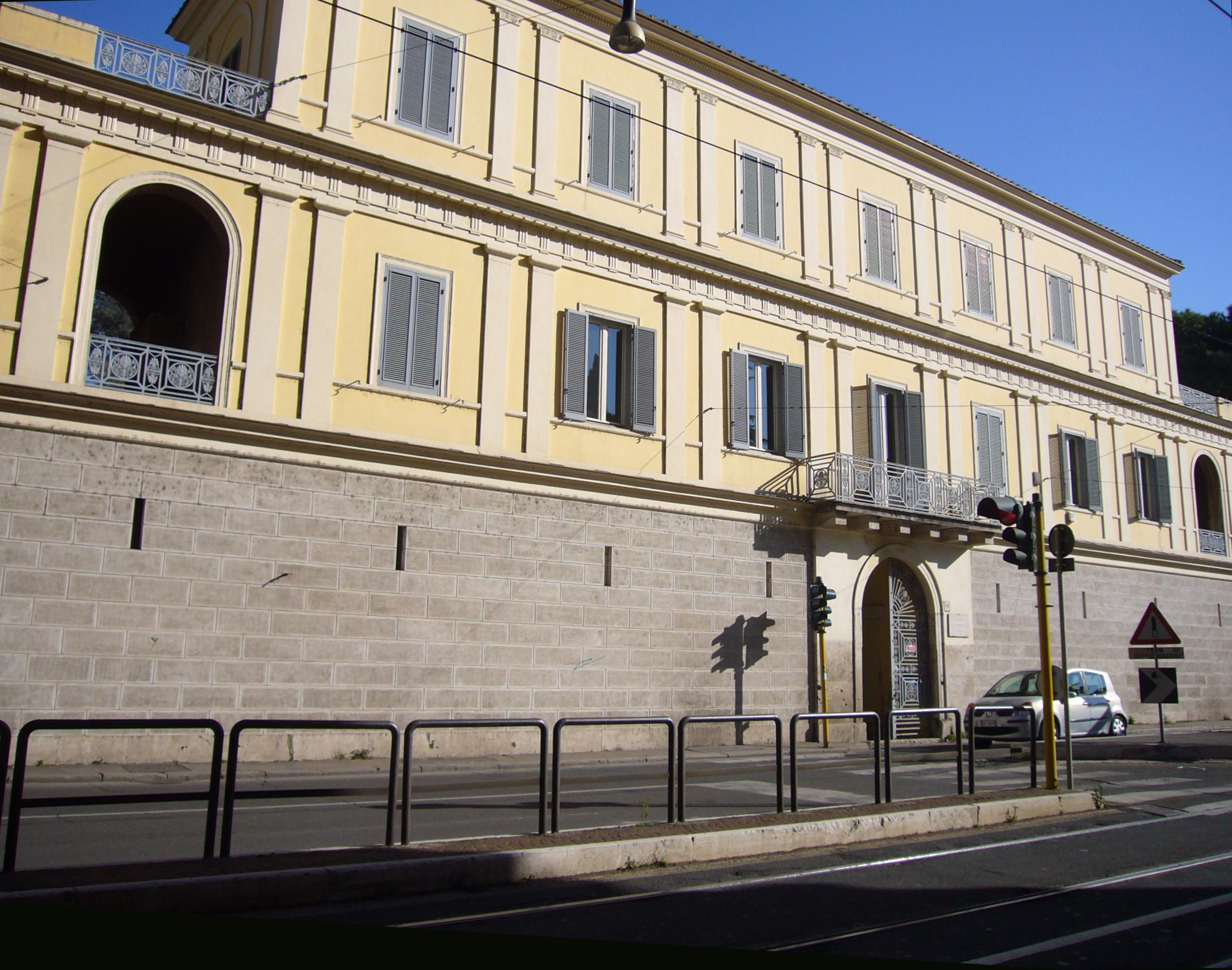
Le siège de l'Academia Filarmonica Romana, via Flaminia

L'Accademia Filarmonica Romana est une institution privée à but non lucratif fondée à Rome en 1821, qui organise des concerts de musique de chambre et symphonique, des ballets et de la musique pour le théâtre.

## Histoire
L'Académie a été fondée à Rome en 1821 par un groupe de musiciens amateurs dirigé par le compositeur Raffaele Muti Papazzurri (1801-1858), avec le but de faciliter la pratique de la musique de chambre et symphonique, ou à présenter sous forme de concert des œuvres lyriques dont la représentation était empêchée par la censure. Bien que dès 1824, elle soit devenue une institution officielle de l'Etat Pontifical dont le but était de "former des étudiants aptes à l'exercice des deux genres de musique ,vocale et instrumentale", elle a connu une existence troublée: première interruption entre 1849 et 1856, pour difficultés économiques, et deuxième en 1860 à 1870 pour difficultés politiques, de nombreux chercheurs ayant exprimé des idées libérales. Par conséquent, elle a été reconstituée une première fois par Cesare De Sanctis (le 4 janvier 1856), puis une seconde fois, après la Prise de Rome.
Avec l'Unification de l'Italie (1870) la Philharmonique Romaine se transforme de fait en une société chorale; en 1878, elle a obtenu pour mission de s'occuper des spectacles musicaux des commémorations officielles qui avaient eu lieu au Panthéon, par exemple à l'occasion de la mort de Vittorio Emanuele II. En 1915 l'Accademia Filarmonica a pris possession d'un nouveau siège via di Ripetta (plus tard nommé d'après le compositeur Giovanni Sgambati). Cela a été le début d'une importante activité de concerts, initiée en 1920 par le secrétaire de l'Académie, Romolo Giraldi, et qui a eu lieu dans la période d'entre deux guerres mondiales, dans l'auditorium construit à l'endroit où se trouve le mausolée d'Auguste et démantelé par le régime fasciste en 1936, avec les bâtiments à proximité, y compris la Sala Sgambati. En 1943, pendant la Seconde Guerre mondiale, les activités de la Philharmonie ont été suspendues.

## De nos jours
La re-fondation de l'Académie eu lieu en 1946 sous la direction artistique de Alfredo Casella qui s'est principalement engagé à faire connaître la musique contemporaine. Le siège administratif ayant été démoli à la Sala Sgambati, le siège a été placé dans la Casina Vagnuzzi située via Flaminia (près de la Piazza del Popolo), tandis que la salle de concert était dans un premier temps au Teatro Eliseo  avant de déménager au Teatro Olimpico, propriété de l'orchestre Philharmonique depuis 1980.
La Philharmonique Romaine effectue également des activités d'enseignement, avec sa propre École de musique. Elle dispose également d'une Bibliothèque, riche en partitions et en manuscrits, et de vastes archives historiques.

## Directeurs artistiques
- 1919-20 - Luigi Forino
- 1920-21 - Giacomo Setaccioli
- 1921-23 - Alessandro Bustini
- 1923-25 - Vincenzo Di Donato
- 1925-27 - Alberto Cametti
- 1927-30 - Alessandro Bustini
- 1930-32 - Mario Corti
- 1932-34 - Alfredo Casella
- 1934-43 - Vincenzo Di Donato
- 1945-46 - Virgilio Mortari
- 1946-47 - Alfredo Casella
- 1947-50 - Goffredo Petrassi
- 1950-53 - Mario Peragallo
- 1953-55 - Antonio Pedrotti
- 1955-58 - Roman Vlad
- 1958-60 - Valentino Bucchi
- 1960-63 - Massimo Bogianckino
- 1963-66 - Guido Turchi
- 1966-69 - Roman Vlad
- 1969-72 - Giorgio Vidusso
- 1972-73 - Mario Labroca
- 1973-76 - Gioacchino Lanza Tomasi
- 1976-78 - Luciano Berio
- 1978-81 - Bruno Cagli
- 1981-83 - Hans Werner Henze
- 1983-86 - Giorgio Vidusso
- 1986-88 - Bruno Cagli
- 1988-91 - Gioacchino Lanza Tomasi
- 1991-94 - Paolo Arcà
- 1994-97 - Massimo Bogianckino
- 1997-2000 - Matteo d'Amico
- 2001-2004 - Marcello Panni
- 2005-2007 - Giorgio Battistelli
- 2007-2009 - Marcello Panni
- 2010-2014 - Sandro Cappelletto
- 2014 - actuel - Matteo d'Amico